# 光氫
光氫（英語：photohydrogen）是在人造或自然光的幫助下產生的氫。這就是樹的葉子如何將水分子分裂成質子（氫離子）、電子（產生碳水化合物）和氧（作為廢物釋放到空氣中）。光氫也可以通過紫外線使水光解離而產生。
有時在通過使用諸如細菌或藻類之類的微生物從陽光中獲取可再生能源的背景下討論光氫。這些生物利用氫化酶產生氫，氫酶將水分解反應產生的質子轉化為氫氣，然後收集該氫氣並將其用作生物燃料。